# Chuichu
Chuichu es un lugar designado por el censo ubicado en el condado de Pinal en el estado estadounidense de Arizona. En el Censo de 2010 tenía una población de 269 habitantes y una densidad poblacional de 15,12 personas por km².

## Geografía
Chuichu se encuentra ubicado en las coordenadas 32°44′25″N 111°46′56″O / 32.74028, -111.78222. Según la Oficina del Censo de los Estados Unidos, Chuichu tiene una superficie total de 17.79 km², de la cual 17.79 km² corresponden a tierra firme y (0%) 0 km² es agua.

## Demografía
Según el censo de 2010, había 269 personas residiendo en Chuichu. La densidad de población era de 15,12 hab./km². De los 269 habitantes, Chuichu estaba compuesto por el 1.86% blancos, el 0% eran afroamericanos, el 98.14% eran amerindios, el 0% eran asiáticos, el 0% eran isleños del Pacífico, el 0% eran de otras razas y el 0% pertenecían a dos o más razas. Del total de la población el 10.04% eran hispanos o latinos de cualquier raza.